# (10211) La Spezia
(10211) La Spezia (1997 RG3) – planetoida z pasa głównego asteroid okrążająca Słońce w ciągu 3,82 lat w średniej odległości 2,44 j.a. Odkryta 6 września 1997 roku.